# 冰山冬季运动宫
冰山冬季運動宮（俄语：Дворец Зимнего Спорта Айсберг）是一個位於俄羅斯索契的室內滑冰場。該體育場在2012年啟用，並能容納12000名觀眾。據報導，俄羅斯政府用了4390萬美元及15000噸水泥興建該場館。在2014年冬季奧運期間，冰山冬季運動宮會承辦花樣滑冰和短道速滑兩項比賽。此前，還曾主辦2012至2013年度的國際滑冰聯盟花樣滑冰大獎賽總決賽。在賽後，有觀眾表示場館的環境不錯，但美中不足的是上層的扶手阻礙了他們觀看賽事。

## 資料來源
1. 1 2  Dolgova, Tatiana. . Voice of Russia. 2012-12-05. （原始内容存档于2012-12-05）.
2. ↑  Heintz, Jim. . Associated Press (Canada.com). December 6, 2012  [2014-01-23]. （原始内容存档于2012-12-07）.

## 外部連結
- Venue models from Sochi Investment Forum 2009
- Ice Arena information and images
- Arena information and drawings
- Sochi2014.com profile

43°24′27″N 39°57′30″E / 43.40739177°N 39.95835°E